# محمد نعمتی (والیبال نشسته)
محمد نعمتی (متولد ۱۹ اوت ۱۹۹۸ میلادی در شهرستان بندر ترکمن) عضو تیم ملی والیبال نشسته مردان ایران است.
محمد نعمتی زادهٔ بندر ترکمن در استان گلستان است ولی در گنبد کاووس ساکن است و برای باشگاه فرهنگی ورزشی ذوب‌آهن در اصفهان بازی می‌کند.

## فعالیت حرفه‌ای
محمد نعمتی از هجده سالگی در شهرستان گنبد کاووس والیبال نشسته را آغاز کرد و از سال ۱۳۹۵ شمسی به فعالیت حرفه‌ای والیبال نشسته می‌پردازد. او تا تاریخ ۱۴۰۰ دو دوره مقام سومی سوپر لیگ والیبال نشستهٔ ایران را در کارنامه داشت.
محمد نعمتی نخست در مسابقات بازی‌های پاراآسیایی ۲۰۱۸ در جاکارتای اندونزی و مسابقات آسیایی ۲۰۱۹ در تایلند همراه با دیگر اعضای تیم ملی والیبال نشسته ایران، به مقام قهرمانی آسیا دست یافت.
محمد نعمتی در نخستین تجربهٔ پارالمپیک، در بازی‌های پارالمپیک تابستانی ۲۰۲۰ در توکیو، همراه با تیم ملی ایران به قهرمانی رسید. او سپس در مسابقات قهرمانی جهان به میزبانی بوسنی و هرزگوین در سال ۲۰۲۲ شرکت کرده و به عنوان قهرمانی جهان نیز دست یافت. در دومین پارالمپیک خود، در بازی‌های پارالمپیک تابستانی ۲۰۲۴ در پاریس نیز در کاروان تیم ملی حضور داشت و بار دیگر به مدال طلای پارالمپیک دست پیدا کرد.